# Monte Mazama
El monte Mazama (en el idioma nativo americano Klamath: Tum-sum-ne) es un volcán complejo que existió en el estado de Oregón, en el oeste de EE. UU. Está en un segmento del Arco Volcánico de las Cascadas y la cordillera de las Cascadas. El volcán está en el condado de Klamath, en el sur de Cascadas, 97 km al norte de la frontera entre Oregón y California. La mayor parte de la montaña se derrumbó tras una gran erupción hace aproximadamente 7700 años. Su colapso, debido a la erupción de magma que vació la cámara de magma subyacente, formó una caldera que contiene el lago del Cráter (llamado Giiwas en el idioma nativo americano Klamath). El monte Mazama originalmente tenía una elevación de 3658 m, pero después de su erupción climática se redujo a 2486 m. El lago del Cráter tiene 592 m de profundidad, siendo el cuerpo de agua dulce más profundo de EE. UU. y el segundo más profundo de América del Norte después del Gran Lago del Esclavo en Canadá.
El monte Mazama se volvió activo de forma intermitente hasta su erupción climática hace 7700 años. Esta erupción, la más grande conocida dentro del Arco Volcánico de las Cascadas en un millón de|años, destruyó la cumbre de Mazama, reduciendo sus 3658 m de altura en aproximadamente 1609 m de altitud. Gran parte del volcán cayó dentro de su propio cuello, para entonces ya parcialmente vacío y dentro de la cámara de magma del volcán, creando una caldera. La actividad volcánica de la región resulta de la subducción de la placa oceánica marina y está influenciada por fallas locales. Mazama está inactivo, pero el Servicio Geológico de Estados Unidos dice que es probable que se produzcan erupciones a menor escala, lo que supondría una amenaza para algunas de sus comunidades circunvecinas.
Los nativos americanos han habitado el área alrededor de Mazama y el lago del Cráter durante al menos 10 000 años y el volcán juega un papel importante en el folclore local. Los colonos europeo-estadounidenses llegaron por primera vez a la región a mediados del siglo XIX. La zona ha sido ampliamente estudiada por los científicos por sus fenómenos geológicos y, más recientemente, por sus posibles fuentes de energía geotérmica. Los restos del lago del Cráter y Mazama sustentan diversos ecosistemas, que son monitoreados de cerca por el Servicio de Parques Nacionales por ser aislado y por proveer importancia ecológica. Se encuentran disponibles actividades recreativas en el parque nacional del Lago del Cráter que incluyen senderismo, ciclismo, raquetas de nieve, pesca y esquí de fondo ; Durante el verano, los campamentos y albergues en Crater Lake están abiertos a los visitantes.

## Geografía
El monte Mazama se encuentra en el condado de Klamath, dentro del estado estadounidense de Oregón, a 96,6 km al norte de la frontera con California. Se encuentra en la parte sur de la cordillera de las Cascadas. El lago del Cráter se encuentra parcialmente dentro de la caldera del volcán, con una profundidad de 592,2 m; es el cuerpo de agua dulce más profundo de los Estados Unidos   y el segundo más profundo de América del Norte después del Gran Lago del Esclavo en Canadá. Antes de la erupción que formó la caldera, Mazama se encontraba a una altitud de entre 3300−3700 m, colocándolo aproximadamente 1,6 km sobre el lago;  lo que habría convertido en el pico más alto de Oregón. El Programa Global de Vulcanismo actualmente indica su elevación en 2486,3 m.

### Parque nacional del Lago del Cráter

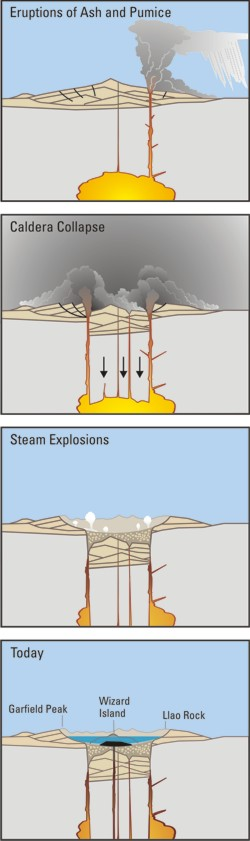
Una cronología general de las erupciones de Mazama

El parque nacional del Lago del Cráter protege un área de 647,5 km2, incluidas zonas forestales, terreno alpino, el lago del cráter y la remanente del monte Mazama. El parque es un área silvestre inaugurado en 1902 y supervisada por el Servicio de Parques Nacionales. Recibe alrededor de 500 000 visitantes cada año. Estos turistas pueden practicar senderismo, realizar recorridos en bicicleta, guiados por guardabosques y en tranvía, nadar, pescar, acampar y entre otras actividades recreativas. Si bien el área del parque permanece abierta durante todo el año, ciertas carreteras e instalaciones en los alrededores del Cráter cierran durante la temporada de invierno.

### Geografía física

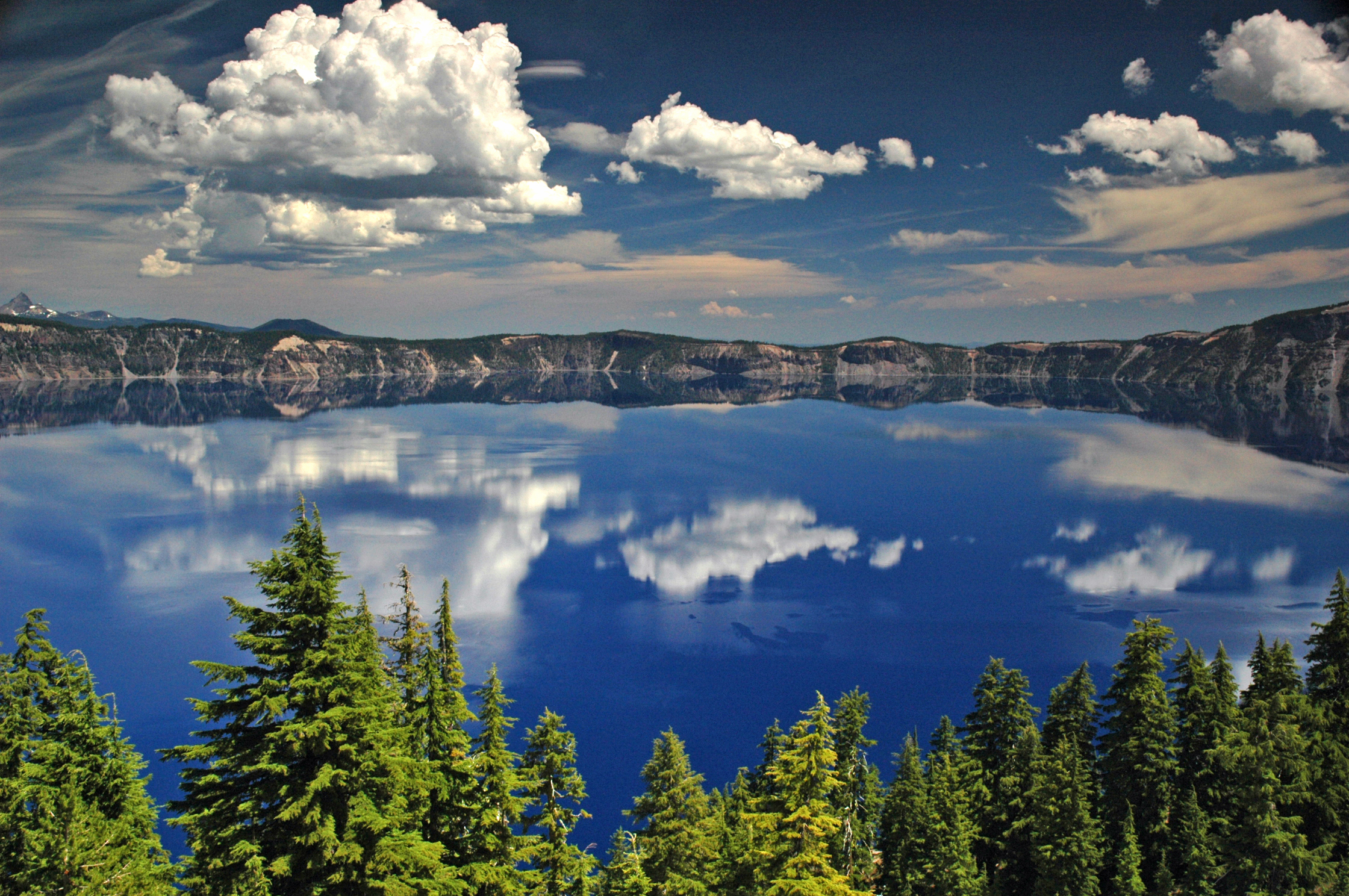
Lago del Cráter, formado en la caldera por el colapso del monte Mazama

A medida que se desarrollaba el monte Mazama, se vieron frecuentes formaciones de glaciares en la montaña. Estos tallaron trincheras en los flancos del volcán. Formaron además valles en forma de U debajo de la base del cono volcánico. Estos valles forman tres grandes cañones glaciares en su vertiente sur, llamados por sus nombres en inglés: Kerr Notch, Munson Valley y Sun Notch. Siempre que se producían erupciones en presencia de hielo, los glaciares enfriaban la lava, creando depósitos de talud vítreos en muchos de estos valles. A veces, la lava fluía hacia áreas previamente excavadas por los glaciares como en el caso del Sentinel Rock en el monte Mazama, llenando estos cañones con roca volcánica. Las morrenas de sedimento se encuentran hasta 27,4 km desde el borde de la caldera de Mazama, y hay estrías glaciares visibles en varios sitios de la zona. Cuando se produjo la erupción climática, el clima era cálido y seco, y el período más reciente de avance glacial cesó hace unos 27 000 años, por lo que cuando Mazama colapsó, es probable que el hielo solo estuviera presente en elevaciones más altas.  Utilizando geocronología de argón y registros paleoclimáticos, se han identificado que los cañones de Sand Creek, Sun Creek y Annie Creek fueron tallados por el avance del hielo sobre los flujos de lava, empujando los escombros hacia Klamath Marsh y Klamath Graben o ríos cercanos. Se puede ver un circo glaciar en el flanco noroeste del monte Scott, y en las laderas de Mazama hay labranza glacial, especialmente en las laderas occidentales y en elevaciones más bajas. En las paredes de la caldera se producen sedimentos fluviales y de labranza, formando depósitos particularmente espesos debajo de Roundtop y Wineglass. Desde entonces, muchos flujos de lava que estaban glaciares han sido cubiertos por flujos de lava más recientes.
El lago del Crater se formó a partir de una red de lagos y estanques que drenaban en la caldera. Finalmente alcanzó una profundidad de 594,1 m. Los niveles del lago aumentaron mientras se formaba el relieve de la isla Wizard dentro del cráter. El agua interactuó con los flujos de lava para formar lava tipo almohada. Debido a los patrones del cambio climático a lo largo del tiempo, el nivel de la superficie del lago del Crater ha cambiado, disminuyendo su nivel hasta 12,2 m por ejemplo a principios del siglo XX. El agua de la precipitación casi equivale al agua perdida por evaporación y drenaje; la mayor parte de las fugas se producen en el depósito denominado Wineglass en el lado norte del cráter, sin el cual el lago probablemente se habría desbordado en su lado norte.
Las nevadas medias en el área del lago del Cráter han ido disminuyendo desde la década de 1930. La temperatura media del agua en la superficie del lago Cráter ha aumentado alrededor de 3 grados en comparación a los años 1960. Aunque esto eventualmente puede hacer que crezcan algas y oscurezcan el agua, el lago sigue siendo una de las masas de agua más limpias del mundo.

## Geología

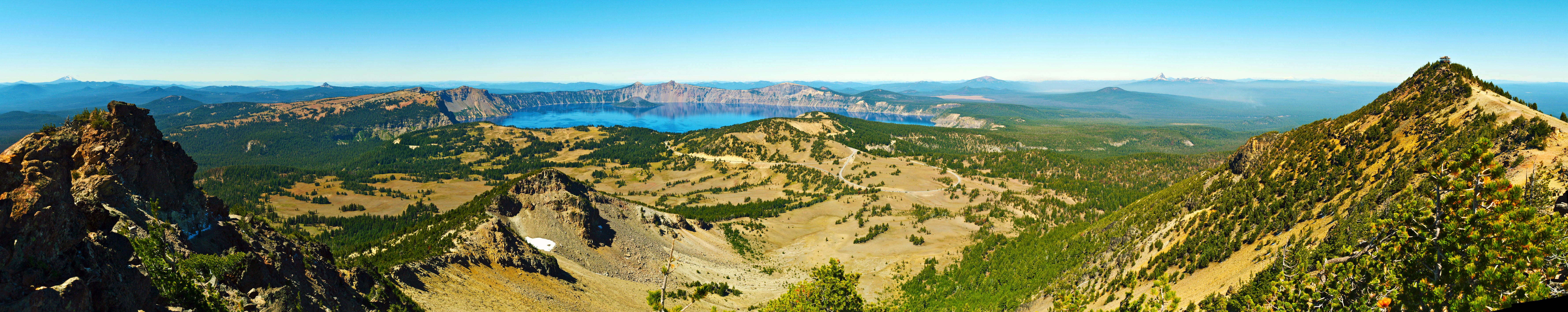
Crater Lake y los alrededores del monte Mazama, vistos desde el monte Scott

El monte Mazama es parte del arco volcánico de las Cascadas que se extiende desde el norte California hasta el sur de Columbia Británica. El arco fue producido por la subducción de la Placa Juan de Fuca en la zona de subducción de Cascadia,  que se mueve lentamente en dirección noreste con la placa tectónica Gorda bajo la placa tectónica norteamericana. El arco volcánico se encuentra dentro de una región de extensión de la corteza marcada por zonas de fallas, incluidas fallas normales con tendencia norte-sur , como la falla de Annie Spring dentro de la zona de falla del lago West Klamath, que podrían producir terremotos dañinos. Asimismo, la falla denominado Red Cone Spring atraviesa depósitos de andesita basáltica en Red Cone de hace 35 000 años; juntas, las dos fallas se mueven a una velocidad promedio de 0,3 mmin cada año. No parece haber fallas presentes en la pared de la caldera del lago Crater,  pero el volcán indujo un campo de tensión en la corteza superior cercana.
Mazama está sustentado por basalto de la Alta Cascada Cuaternaria y andesita máfica, rico en magnesio y hierro al oeste y suroeste, con flujos de lava de riodacita de gran volumen entre 600 000−700 000 años de antigüedad subyacentes a los depósitos de Mazama al sur, sureste, este y Noreste. Es un importante volcán en cascada y se encuentra en la intersección de la cordillera de las Cascadas y fosa Klamath, la cuenca con tendencia norte-noroeste también rodeada por zonas de falla. La provincia de Basin and Range se encuentra al este.  Mazama se encuentra dentro del amplio segmento del arco de las Cascadas, donde los volcanes más pequeños son comunes debido a los patrones de derretimiento del manto terrestre dentro de la región. Fue magma en erupción que abarca desde toleita de olivino con alto contenido de alúmina hasta andesita basáltica de magnesio, con volcanes que muestran un mayor contenido de fluidos producidos por subducción o derretidos que se mezclaron con otra cámara de magma en el manto. Estos magmas varían desde 47,6% a 73,2% de dióxido de silicio.
Mazama y el lago del Cráter forman parte del tramo Mazama de la cordillera de las Cascadas de Oregón, que se extiende por 40 km desde el cráter Timber hasta el volcán en escudo Big Bunchgrass. Esto incluye 175 respiraderos volcánicos cuaternarios dentro de un cinturón que varía de 25 to30⋅km de ancho, con una alta densidad de respiraderos con muchos escudos y centros volcánicos monogenéticos. Después del volcán Newberry, Mazama es la segunda estructura volcánica cuaternaria más grande de Oregón y el más voluminoso, con un total de 120 km³. Mazama es la más reciente de las calderas cuaternarias formadas en el arco volcánico de las Cascadas, que también incluye las calderas Newberry y la caldera del volcán Medicine Lake. El vulcanismo monogenético cuaternario en las Altas Cascadas de Oregón incluye conos de ceniza, campos de lava y pequeños volcanes en escudo, que han producido lava que va desde toleita de olivina con bajo contenido de potasio y alto contenido de alúmina hasta basalto calco-alcalino con contenido medio de potasio, andesita basáltica y andesita basáltica shoshonítica.
El complejo volcánico de Mazama se formó originalmente como un grupo de estructuras superpuestas una a la otra. Compuesto por volcanes en escudo y pequeños estratoconos, tenía una forma irregular. El monte Scott, que se erige a una altitud de 2723,1 m, marca el remanente visible más antiguo de este grupo original. El monte Scott fue el primero de los volcanes compuestos que crearon el complejo volcánico Mazama, formado por una fase rápida y activa de formación de conos y que quedó inactivo mucho antes de la erupción del Mazama. Con el tiempo, la actividad eruptiva se desplazó hacia el oeste, creando los conos de Applegate Peak y el monte Garfield Peak en los flancos sur del centro volcánico de Mazama. Las erupciones tipo hawaianas de los volcanes en escudo vecinos también construyeron el monte Mazama, produciendo flujos de lava de andesita basáltica que tuvieron un espesor medio de entre 4,6−6,1 m. Estos flujos, presentes en los costados sur, oeste y este de la caldera de Mazama, también contenían bombas de lava. Erupciones viscosas de lava andesítica que alcanzaron espesores de varios cientos de pies que aumentaron aún más la altura de los conos de Mazama, creando un interior sólido y denso rico en bloques de lava angulares.
Al sobreponer la caldera del lago del Cráter a otros estratovolcanes de las Cascadas, incluidos el monte Shasta en California y el monte Rainier en el estado de Washington, Mazama se encontraba a 3657,6 m pre-colapso, una estimación estándar por los geólogos. En el Holoceno, el volcán Mazama estaba formado por varios picos agrupados con el monte Scott en el extremo oriental y el pico Hillman en el extremo oeste. Los volcanes se elevaron de este a oeste, y también presentaban conos volcánicos y cúpulas de lava en sus flancos sur. También contaban con cuernos glaciales como el flujo de lava Watchman, y la montaña puede haber sostenido o no glaciares cerca de la cumbre. En el momento de su colapso, el monte Mazama abarcaba un área de 400²² y representaba uno de los principales volcanes en la rama Alta de las Cascadas. Fue el volcán más elevado entre el monte Shasta en California y el complejo de las Tres Hermanas en Oregón. Antes de la erupción, había sido significativamente alterado por la erosión glaciar, que talló valles en forma de U en sus laderas sur y sureste. Los lados norte y oeste de la caldera no muestran evidencia prominente de erosión glacial, ya que presentan flujos de lava que solo sufrieron alteración por el movimiento glacial del Pleistoceno tardío. Fuera de la caldera, la mayoría de las colinas muestran evidencia de alteración glacial, excepto aquellas de la época del Holoceno y accidentes geográficos de baja elevación, incluidos domos de lava del Pleistoceno y conos de ceniza. El monte Scott también ha sido fuertemente erosionado por el hielo, y el volcán Union Peak ahora consta sólo de un cuerno piramidal.
El monte Mazama mide 8 por 10 km y un ancho de 8−10 km, con un diámetro del colapso original de 5 km. Ahora incluye varias pequeñas cúpulas de lava y conos de ceniza, incluida la isla Wizard y el volcán submarino Merriam Cone. La elevación más alta en el Complejo Mazama es ahora el monte Scott, a una altitud de 2721,6 m, con un relieve de 609,6 m sobre las aguas superficiales del lago Crater. Excepto las laderas más altas del complejo, todos los conos están cubiertos de depósitos de la erupción climática de la erupción. El contenido expuesto de la pared del borde de la caldera se usa para investigar las erupciones y mapear la historia eruptiva de la región. El monte Mazama ha producido 43% de riodacita a lo largo de sus erupciones conocidas, un 42% de andesita, un 15% de dacita y menos de 1% de andesita basáltica. Toda la riodacita se ha producido en los últimos 30 000 años de actividad, lo que sugiere que la distribución regional y local de las composiciones no fue uniforme a lo largo del tiempo. Los flujos de lava de andesita y dacita del volcán suelen tener minerales plagioclasa principalmente fenocristal, aunque también están presentes augita e hiperstena, esta última más abundante. El olivino forma fenocristales menores, que se encuentran en los flujos de lava de Mazama, y la hornblenda se puede encontrar en algunos flujos de lava de andesita. Los flujos de lava de basalto y andesita máfica de Mazama y los respiraderos eruptivos cercanos tienen cantidades relativamente mayores de olivino y carecen de hipersteno. Los depósitos de andesita máfica muestran texturas que indican que sufrieron una mayor mezcla que los depósitos de andesita y dacita.

### Ceniza del Mazama
En el oeste de Estados Unidos y Canadá, la ceniza volcánica a menudo forma capas distintas entre los depósitos geológicos recientes, que pueden usarse para estratigrafía entre geólogos y arqueólogos. Dada la gran distribución de la erupción histórica del monte Mazama, la ceniza de Mazama sirve como marcador geológico común. La ceniza tuvo un área mínima de lluvia radiactiva de 900 000 km², mientras que las cenizas del volcán pico Glacier del noroeste de Washington, conocido como ceniza del pico Glacier, abarcaron un área de más de 260 000 km². La ceniza de Mazama se encuentra en una capa más alta que la ceniza de Glacier Peak. La ceniza del Mazama es la capa de tefra más ampliamente distribuida desde finales del Cuaternario en los Estados Unidos y en el suroeste de Canadá, extendiéndose a ocho estados al oeste y tres provincias canadienses formando depósitos de color naranja.
Al igual que los depósitos de Glacier Peak, la ceniza del Mazama está bien conservado en el noroeste del Pacífico. Se distingue de los depósitos de piedra pómez en trozos expulsados del volcán Glacier Peak, que contienen más fenocristales. La ceniza del Mazama también tiene más soda, itrio, iterbio y circonio, y menos sílice y cal que los productos eruptivos del pico Glacier,  y forma depósitos más finos que la ceniza del pico Glacier.
Con una edad de entre 6000−7000 años, la ceniza del monte Mazama corresponde al tiempo estimado de la erupción climática de Mazama hace 6600 años, identificada mediante datación por radiocarbono de madera carbonizada por flujos de ceniza. Parte de la ceniza del pico Glacier se ha encontrado en estratos debajo de las cenizas del Mazama en el estado de Washington y en el este de Idaho, 675 km al sureste del pico Glacier. La ceniza del pico Glacier no se ha encontrado en depósitos de menos de 10 000 años de antigüedad, y casi todos los artefactos humanos que se han encontrado han sido sobre sus depósitos, excepto un sitio en el arroyo Birch donde se descubrieron artefactos no diagnósticos debajo de la ceniza del pico Glacier.

### Subcaracterísticas
Hay alrededor de 35 respiraderos satélite conocidos en el complejo Mazama formado por un complejo de estratovolcanes y volcanes en escudo. Mazama está rodeado de conos de ceniza monogenéticos, campos de lava y volcanes en escudo formados por basalto y andesita calco-alcalina, toleita y andesita shoshonítica, con edades comprendidas entre 600 000−40 000 años, y similitudes a otros volcanes monogenéticos de las Altas Cascadas. Extendiéndose desde la extremo oriental del monte Mazama, hacia el sureste se encuentra un campo volcánico formado por domos de lava riodacítica y flujos de lava de entre 700 000−600 000 años de antigüedad, que abarca un área de más de 350 km². Este gran campo está sustentado por riodacita en su segmento sureste y está cortado por fallas normales con tendencia norte-sur.
Moviéndose de oeste a noroeste, los estratovolcanes y volcanes en escudo del monte Mazama se vuelven cada vez más jóvenes. Los volcanes más antiguos del complejo del monte Mazama, de 400 000 años, se encuentran en la isla Phantom Ship y monte Scott, mientras que los más jóvenes se pueden encontrar en el estratovolcán Hillman Peak, que data de aproximadamente 70 000 años. También hay flujos de andesita en el borde norte de Mazama que datan de entre 50 000−40 000 años. Los volcanes en escudo cerca del Mazama presentan flujos de lava hechos de andesita máfica aglutinada, que forman láminas de aproximadamente 5 m de espesor, así como más depósitos de magma de andesita y dacita más viscosos que alcanzan espesores de hasta 30 m. Muchos de estos depósitos, tanto dacíticos como andesíticos, contienen segmentos de andesita pobres en cristales y poco enfriados. Las interacciones entre lava y hielo son sugeridas por la exposición de brechas vítreas en la caldera de Mazama, así como por flujos de lava que cubren depósitos de lava glaciados.
Hace unos 70 000 años, se produjeron varias erupciones explosivas silícicas (ricas en dióxido de silicio), incluido un evento significativo en el castillo de Pumice en la pared oriental del monte Mazama. Esto formó depósitos soldados cerca del respiradero, formando también depósitos no adheridos al sur y en la parte norte del Mazama. Entre hace 40 000 años y la gran erupción de Mazama, no se produjo ningún vulcanismo andesítico o dacítico. Sin embargo, el magma riodacítico hizo erupción en Grouse Hill, Steel Bay y Redcloud Cliff en forma de piedra pómez y flujos de lava hechos de hornblenda, riodacita químicamente evolucionada. Durante este período del Pleistoceno tardío o del Holoceno temprano, se formaron domos de lava como los que se observan en el pico Sharp, Grouse Hill y el putno Merriam, que compartían composiciones químicas, con contenidos de sílice de aproximadamente el 70%.
Los conos piroclásticos en Mazama incluyen la isla Wizard, el cráter Bald, el cráter Maklaks, también conocido como Cono Diller, y Cono Forgotten. Además de su cráter, conocido como cráter Williams o cráter olvidado, los diversos respiraderos volcánicos de Mazama se encuentran en Cleetwood, Llao Rock y Redcloud, que se encuentran a elevaciones de 2135 m, 2452 m y 2423 m, respectivamente. Los conos de ceniza cercanos incluyen Bear Butte, Crater Peak, Desert Cone, Lookout Butte, Pothole Butte, Red Cone, Scout Hill y Union Peak. Hay al menos 13 conos de ceniza dentro del parque nacional del lago Crater y al menos once más en el área circnvecina. Estos conos volcánicos fueron alimentados por una cámara de magma diferente a la de Mazama, aunque probablemente recibieron magma de depósitos de andesita basáltica en los alrededores. La excepción es el cráter Williams, en el que hizo erupción basalto y dacita y obtuvo lava silícica de la parte occidental de la cámara de magma de Mazama. Los estratovolcanes en las cercanías de Mazama consisten en Sentinel Rock, Mount Scott, Phantom Cone, Dutton Cliff y Danger Bay. 
Mazama tiene algunos conos compuestos en las cercanías de la caldera. El monte Scott tiene aproximadamente 420 000 años de antigüedad, es de forma cónica, pero ha sido ampliamente alterado por la erosión glaciar del Pleistoceno, que talló un gran circo en su flanco occidental y otros más pequeños en sus lados este y noreste. El monte Scott carece de un cráter en la cumbre. Antes del estallido, Hillman Peak era el cono compuesto más joven del centro eruptivo de Mazama formado hace unos 70 000 años. Se encuentra en el costado suroeste de la caldera y representa el punto más alto del anillo del crater de monte Mazama, elevándose 610 m sobre el lago del Cráter. El cono fue cortado por la mitad durante el colapso posterior a la erupción de Mazama, creando una sección transversal que expuso su composición interior.
Los volcanes en escudo que contribuyeron al crecimiento del monte Mazama sólo entraron en erupción durante varios cientos o miles de años. Estallaron rápidamente, rociando lava fluida que incluía bombas de lava y fragmentos incandescentes. El escudo Llao en el lado noroeste del complejo Mazama muestra una estructura representativa de los escudos que ayudaron a formar Mazama.

## Historia eruptiva

### Actividad temprana
Los alrededores del monte Mazama se formaron gradualmente al pasar los siglos y sus primeros depósitos consistieron en dacita de hace hasta 1,28 millones de años. Entre 725 000−500 000 años atrás, la riodacita entró en erupción, formando finalmente un campo de domos de lava con un volumen de 20 km³ y dimensiones de 16−24 km. Presentaba hasta 40 cúpulas riodacíticas y flujos de lava, producidos hace entre 470 000−410 000 años antes de que comenzara la formación de estratoconos.
Mazama se formó como un grupo de volcánes superpuestos, que incluían volcanes en escudo y pequeños conos compuestos. Las erupciones formadoras de conos se produjeron en cortos períodos de tiempo. Los volcanes en escudo alimentaron la expansión de Mazama con flujos de lava de andesita basáltica que cubrieron grandes extensiones en las laderas de la montaña, aumentando su tamaño final. Al formar fuentes de lava similares a las observadas en las erupciones hawaianas, los volcanes en escudo hicieron erupción expeliendo un grupo de rocas tipo bombas de lava incandescentes que acabaron como depósitos en los flancos sur, oeste y este del complejo de Mazama. Estos depósitos tienen espesores promedio de 4,6−6,1 m. Hace aproximadamente 215 000 años, otro respiradero lateral hizo erupción expeliendo lava dacítica voló hacia el oeste al menos 10 km, con diques volcánicos con orientación hacia el respiradero todavía presentes en la pared de la caldera de Mazama. El complejo Mazama permaneció inactivo por 40 000 años antes de reanudar su actividad, haciendo erupción de lava andesítica de otro respiradero lateral, formando un gran volcán en escudo hace 170 000−120 000 años. Se pueden observar otros depósitos de lava andesítica en el lado norte de la pared de la caldera. El complejo de Mazama permaneció inactivo entre hace 100 000−75 000 años. La erupción produjo efusivos flujos de lava de andesita que formaron 300 m depósitos gruesos debajo del cerro Hillman Peak que se extendían al menos 7 km desde el borde de la caldera.
Muchas de las principales erupciones que crearon conos en el monte Mazama fueron efusivas en lugar de violentamente explosivas, pero las erupciones explosivas de hace unos 70 000 años produjeron lava silícica que creó espesos depósitos piroclásticos. Estos depósitos incluyen el Castillo de Pumice, un edificio de color naranja en la pared oriental de la caldera, que se formó mediante la fusión de fragmentos de piedra pómez vítrea. Hubo actividad eruptiva similar en el lado norte de Cloudcap y el segmento oriental de Roca Llao que expulsó tefra dacítica y roca piroclástica formando colinas fusionadas. Hace unos 50 000 años, un respiradero en Mazama hizo erupción el flujo Watchman, el cual llenó un cañón en la pared suroeste del complejo del monte Mazama. Desde hace 50 000−40 000 años, los respiraderos del Mazama continuaron arrojando flujos de lava tipo andesita en las laderas norte y suroeste y creando domos de lava de dacita en los flancos sur. Estos domos a menudo colapsaban y producían flujos piroclásticos que descendían por la ladera sur del volcán, formando depósitos hasta alcanzar el Devil's Backbone, un escarpado dique volcánico que fue exhumado cuando al colapsar el volcán.
Previo a la erupción que derrumbó el cono del volcán y a lo largo de su historia eruptiva, Mazama ha producido lava de andesita basáltica, andesita y dacita. Posteriormente, hace unos 40 000 años, el volcán experimentó un cambio dramático hacia lava únicamente de riodacita, con la característica de ser muy viscosa con un contenido de sílice de alrededor del 70%. Hace entre 30 000−25 000 años, se produjeron erupciones riodacíticas en el complejo Mazama, que produjeron tefra pómez y flujos de lava a lo largo de las colinas Grouse Hill, Steel Bay y Redcloud Cliff. En el acantilado Redcloud Cliff, se formó un flujo de lava que produjeron columnas vítreas que alcanzaron los glaciares, creando un gran triángulo de piedra invertido en el borde oriental del monte Mazama. Estas mismas erupciones formaron un cráter de paredes casi verticales, produciendo piedra pómez y creando una cúpula sobre el respiradero denominado Redcloud. El depósito de flujo de lava y el domo de lava de la región de Grouse Hill se formaron aproximadamente al mismo tiempo, hace unos 27 000 años. Al final de esta secuencia eruptiva, se formaron domos de lava de riodacita en las laderas noreste del volcán.
Entre 100 y 200 años antes de la erupción climática, Llao Rock, un bloque grueso de lava oscura de 370 m con un volumen de 1 km³ se produjo a partir de un flujo de riodacita que surgió de Mazama. Su centro es redondo con extensiones hacia los lados, asemejándose a un ave rapaz. La formación del pico Llao Rock fue precedida por erupciones explosivas de riodacita, que crearon piedra pómez y cenizas que fueron expulsadas a lo alto de la atmósfera y transportadas durante varios cientos de millas hacia el norte y el este del estado de Washington, el este de Oregón y el oeste de Nevada. Se formó un gran cráter, llenado luego por flujos de lava voluminosos. Poco antes de la gran erupción que formó una caldera en Mazama, se produjo el flujo de Cleetwood, también compuesto de lava de riodacita, Se formó en un respiradero en el lado norte del complejo, al este de Llao Rock, semanas o meses antes de la gran erupción. El colapso de Mazama formó un flujo de lava hacia atrás atravesando la lava de Cleetwood, lo que sugiere que la lava de Cleetwood todavía estaba lo suficientemente caliente como para fluir y moverse. La tefra de la última gran erupción que se colocó sobre los depósitos de Cleetwood ha sido alterada por el calor y el gas de la lava de Cleetwood. Ambos períodos eruptivos tuvieron lugar en el flanco norte del complejo Mazama, no lejos de la cámara de magma que produjo la erupción climática poco después.

### Erupción climática
La erupción climática de Mazama se ha fechado a un espacio entre unos 6845±50 años mediante datación por radiocarbono, o mediante dendrocronología a hace unos 7700 años. Otros estudios han determinado edades de hace 6730±40 años o hace aproximadamente entre 7470−7620 años, así como hace 7627±150 años. Las consecuencias de la erupción continuaron durante aproximadamente tres años, aunque la erupción mayor sólo ocurrió durante unos días. Se cree que la erupción ocurrió durante el otoño, evidenciado por los datos del polen.
La actividad eruptiva que provocó el colapso de Mazama se desarrolló en dos fases.  Durante la primera fase, poco después de la erupción del flujo Cleetwood, un respiradero a mayor altura en el lado norte del complejo Mazama (pero aún debajo de la cumbre) produjo una alta columna de cenizas de 48,3 km hacia la estratosfera. La ceniza se extendió a ocho estados del oeste y tres provincias canadienses. Como resultado, la ceniza del Mazama se ha convertido en un punto de referencia comúnmente utilizado para medir la edad relativa de los objetos arqueológicos, en comparación con sus depósitos de color naranja. Los depósitos de piedra pómez alcanzaron profundidades de 6,1 m adyacente a la base de Mazama, aún alcanzando espesores de más de 0,30 m hasta 112,7 km al noreste. La eyección presentaba bloques de granodiorita de grano medio, así como inclusiones de diabasa, diorita de cuarzo, granito, aplita y granofiro. Las capas de ceniza han sido erosionadas por flujos piroclásticos y con el tiempo, pero todavía son visibles en Hillman Peak y a lo largo de Cleetwood Trail. La columna pliniana de la erupción devastó el área a cientos de kilómetros al norte y noreste de Mazama, pero al suroeste y al oeste se depositó poca piedra pómez o ceniza.
El poder de la erupción cambió dramáticamente cuando la columna de piedra pómez y ceniza colapsó. La deposición repentina de tanta piedra pómez generó flujos piroclásticos que descendieron por el lado norte del volcán, en dirección oeste-este desde Llao Rock hasta el acantilado Redcloud Cliff. El primero de estos flujos piroclásticos se depositó a temperaturas sobrecalentadas, soldando fragmentos y creando la toba soldada Wineglass, que consiste en grandes bloques de roca de color marrón anaranjado y gris. Estos emplazamientos sólo pueden observarse en la vertiente norte del Mazama; pero están ausentes en la vertiente sur del volcán.
El monte Mazama fue cubierto con piedra pómez incandescente luego de su erupción. El peso extremo del material eruptivo comenzó a empujar hacia abajo la cima del volcán, similar a un pistón. Finalmente, la parte superior de la cámara de magma de Mazama se hundió y se formaron aberturas concéntricas en la cima, produciendo respiraderos más pequeños que rodearon el cono eruptivo principal. La piedra pómez expulsada de estas nuevas fracturas creó rápidos flujos piroclásticos que corrieron por todos los lados del monte Mazama, extendiéndose decenas de millas desde sus respiraderos. Estos flujos alteraron las superficies que rodean al monte Mazama. Algunos de los flujos viajaron más de 64,4 km desde su origen, destruyendo madera a su paso, mientras que otros depositaron su roca incandecente en los valles fluviales al norte y oeste de Mazama en dirección de la costa de Oregón, dejando capas de piedra pómez de entre 6,1−9,1 m de espesor. También se levantaron nubes de ceniza de los flujos piroclásticos los cuales también se movieron hacia el este, alcanzando más de 40,2 km desde la base del monte Mazama. Estos depósitos igneos tienen diámetros entre 0,3−0,6 m, aunque están salpicados de bloques de piedra pómez con diámetros de 1,8 m esparcidos hasta 32,2 km de distancia desde la cumbre del Mazama. Los flujos que contenían piedra pómez corrieron hacia los cañones Annie Creek y Sun Creek al sur de Mazama, depositando 76,2 m de material, que aún no ha sido completamente erosionados por el tiempo después de casi 8000 años. Más hacia el sureste, los flujos piroclásticos desembocaron en Sand Creek y se extendieron más de 16,1 km en esa dirección, algunos llegan al Klamath Marsh, el río Williamson y los lagos Klamath.
La actividad eruptiva de Mazama se originó en capas más profundas de la cámara de magma que alimentó su erupción climática, con capas más densas de andesita y andesita basáltica debajo de capas más ligeras de riodacita. El último de los flujos piroclásticos que entró en erupción durante el gran estallido contenía escoria gris andesítica que se depositó sobre la piedra pómez de riodacita de color naranja pálido y amarillo de fases previas a la erupción. Las erupciones finales formaron el desierto de Pumice, una llanura sin árboles en el lado norte y noreste de Mazama. Alcanzando espesores entre 76−91 m, los emplazamientos de estos flujos produjeron actividad fumarólica, aún detectable en los cañones de Annie Creek y Sand Creek. La erosión causada por la lluvia y el flujo de los arroyos ha dejado tuberías de los flujos de lava andesítica como columnas y agujas en esta región.
Antes del colapso debido a la erupción de magma que vació la cámara de magma subyacente,  el edificio de Mazama tenía un volumen estimado de 112 km cb, aunque pudo haber excedido 130 km cb teniendo en cuenta la erosión glaciar. Después de la erupción climática, el pico de Mazama quedó completamente destruido, reemplazado por una depresión con una profundidad de 1219,2 m rodeado de acantilados. El volumen de magma que surgió de Mazama durante esta erupción fue de {{unidad|61|km³).  La lava producida se dividió en zonas verticalmente según la disposición dentro de la cámara de magma fuente y tenía una composición calco-alcalina. Consistía en aproximadamente un 90% de piedra pómez riodacítica uniforme, que contenía aproximadamente un 10% de de fenocristales, el resto estaba formado por escoria de andesita cristalina y cristales máficos. El volumen eruptivo total suma 176 km³  de piedra pómez, ignimbrita y tefra. La erupción liberó aerosoles que redujeron las temperaturas a nivel mundial  en el hemisferio norte, con estimaciones de 1.1 a 1.3 grados durante uno a tres años después de la erupción. Los cambios de temperatura fueron posiblemente mayores que los efectos de la erupción del monte Tambora en 1815. La erupción climática de Mazama produjo cargas de masa estratosférica de 88 a 224 toneladas métricas de ácido sulfúrico, con una desgasificación mínima de sulfato estimada en 92.9 toneladas métricas durante su erupción. El aerosol de la erupción viajó hasta Groenlandia,cayendo durante seis años.
El Servicio Geológico de los Estados Unidos se ha referido a la erupción de Mazama, hace 7700 años, como la erupción explosiva más grande dentro de las Cascadas en el último millón de años. Sin embargo, estudios recientes dicen que el volumen de ceniza de Rockland, que surgió del Centro Volcánico Lassen hace unos 600 000 años podría llegar hasta 326,7 km³,lo que haría que tuviera el doble de tamaño que la ceniza producida por el monte Mazama. La erupción climática de Mazama fue una de las más grandes durante la época del Holoceno. Teniendo en cuenta la producción eruptiva de Mazama en los últimos 420 000 años, es posible que haya producido más de 189 km cb de volumen eruptivo, lo que lo convierte en el tercer o cuarto centro volcánico cuaternario más productivo en Cascade Range. La erupción tuvo un índice de explosividad volcánica de 7, según lo determinado a partir de la altura de la nube de la erupción, el volumen eruptivo y observaciones cualitativas.

### Actividad reciente y peligros potenciales
Desde la erupción climática hace 7700 años, toda la actividad eruptiva en el monte Mazama ha ocurrido dentro de la caldera volcánica. Después de que se formó la caldera, el cráter original se ensanchó debido a las avalanchas de las paredes. Estos dieron un perfil festoneado a la caldera, como las calas que se envuentran en la bahía Llao, Steel y Grotto Cove. El deslizamiento de Chaski, por ejemplo, el deslizamiento de tierra más voluminoso detectable en la pared de la caldera, ocurrió mucho después de la formación del cráter. Ubicado en el lado sur, el deslizamiento contiene bloques de lava entre m259,1−426,7 m de longitud, muchos de los cuales ahora residen bajo el agua en el fondo del lago Crater. A medida que el cráter se llenó de deslizamientos de tierra, lava y agua, la apariencia dentro y fuera de la caldera cambió con el tiempo. Se han formado nuevos conos y campos de lava dentro de la caldera, todos los cuales han quedado sumergidos excepto la isla Wizard. Al cartografiar el fondo de la caldera con ecosondas multihaz de alta resolución, sondas de movimiento de vehículos y navegadores, y un sistema de posicionamiento global diferencial dual (DGPS), se han detectaron volcanes y depósitos de deslizamientos de tierra bajo el agua. Para el momento de la erupción se produjeron la plataforma central de lava, el cono Merriam y la isla Wizard, así como coladas de lava. Estas erupciones produjeron 4.2 km cb de lava andesítica, la mitad de la cual acabaron en el cono de la Isla Wizard. La lava de la isla interactuó con el agua para formar pilas de brechas y, a medida que los niveles del agua subieron, solo la parte superior de la isla Wizard permaneció sobre la superficie del agua. La estructura volcánica de la isla tiene forma de lavaberg, ya que se asienta sobre un pedestal ovular más grande que se eleva 365,8 m sobre el suelo del lago Crater. Sólo el 2.0% de la isla Wizard se encuentra sobre la superficie del agua. Varios bloques de lava con diámetros de 1,8−2,1 m pueden ser vistos a lo largo del borde del cráter, posiblemente producidos a partir de etapas posteriores de erupciones formadoras de conos que crearon la isla Wizard. La plataforma central fue creada por un respiradero similar al este de la isla Wizard, formado por lava efusiva que creó campos de lava al norte y al este de este respiradero. El cono Merriam, por su parte, no tiene un cráter en la cima, pero se eleva a 396,2 m desde el fondo del lago en el extremo norte del cráter. El cono Merriam se produjo bajo el agua y probablemente se formó al mismo tiempo o en un momento similar que la isla Wizard y su plataforma central.
El monte Mazama estuvo activo por última vez hace unos 4800 años, cuando se produjo una erupción cerca de la base oriental de la isla Wizard. Esta erupción tuvo lugar bajo el agua  y produjo lava viscosa que creó un domo de lava de riodacita, unos 2400 años después del primer período de actividad poscaldera. Dado que Mazama ha tenido períodos de erupciones esporádicas durante 420 000 años, el Servicio Geológico de Estados Unidos cree que es "prácticamente seguro" que Mazama volverá a hacer erupción en el futuro. Mazama se considera inactivo, pero permanece monitoreado por el Observatorio de Volcanes Cascades del Servicio Geológico de los Estados Unidos.  Es probable que se produzcan futuras erupciones cerca del lado occidental del complejo volcánico y dentro del borde de la caldera. Se anticipand que podrían ocurrir bajo el agua. La expulsión de lava rica en gas desde las aguas poco profundas podría producir enormes columnas de ceniza, pero las erupciones submarinas a mayor profundidad pueden disminuir la explosividad del evento. Sin embargo, la rápida mezcla de agua y lava podría producir peligrosas oleadas piroclásticas, que son más gaseosas y menos sólidas que los flujos piroclásticos. Tales flujos podrían atravesar barreras topográficas, mover fragmentos de roca a 243,8 m/s y viajan varias millas desde su respiradero. Es poco probable que Mazama produzca flujos de lodo lejos de la caldera, aunque un respiradero cercano fuera de la caldera podría entrar en erupción y mezclarse con la nieve enviando flujos a una mayor distancia. Es poco probable que las erupciones produzcan olas que se extiendan más allá del lago del Cráter, pero de haber explosiones poderosas podrían producir olas altas a nivel de la caldera. Es poco probable que se produzca una erupción tan explosiva como la de hace 7700 años, dado que requeriría volúmenes de magma mayores que los que se sabe que están disponibles en las cercanías del Mazama. Los deslizamientos de tierra podrían inundar las regiones adyacentes de la costa de Oregon, pero no es probable que provoquen la falla de las paredes de la caldera. Terremotos a nivel de la zona de falla del lago West Klamath podrían alcanzar magnitudes de hasta 7,0 en la escala de Richter, pero estos sólo ocurren cada 3000−10 000 años. Este tipo de evento podría generar olas altas creando deslizamientos de tierra. Aunque los terremotos locales debidos a la actividad volcánica crearían movimiento en el lago, probablemente sólo alcanzarían magnitudes máximas de 5,0 en la escala de Richter. El lago del Cráter está mal monitoreado y no es muy activo sísmicamente entre los volcanes de las Cascadas. La mayor amenaza sísmica se origina en la zona de subducción de Cascadia, que podría producir terremotos de magnitud 8 o 9 y podrían provocar enormes olas en lago.
Aunque la población en un radio de 10 km del monte Mazama es sólo de unas 50 personas, más de 270 000 hab. residen en un radio de 100 km del volcán. Aun así, parece poco probable que se produzcan erupciones de gran trascendencia en el monte Mazama en un futuro próximo que pongan en riesgo a la población. Es menos probable que se produzcan grandes erupciones piroclásticas como la erupción climática hasta dentro de varios miles de años. De manera similar, la liberación de gases letales como el dióxido de carbono del lago del Crater, similar a la erupción del lago Nyos en Camerún en 1986, es poco probable porque la mezcla natural del agua profunda y la superficial del lago previene ese tipo de gases. No se conoce de mecanismos por el cual el agua del lago Crater pueda drenarse catastróficamente o por el cual las paredes de la caldera fallen repentinamente. Las explosiones hidrotermales menores aún podrían ser potencialmente peligrosas, ya que la expulsión de bloques balísticos u olas altas,viajando a velocidades de 100−250 m/s que podrían amenazar a las personas que se encuentren cerca del lago. Igualmente, los deslizamientos de tierra podrían amenazar a los turistas del parque nacional o a los investigadores al crear olas del tamaño de un tsunami y dañar potencialmente la infraestructura que rodea el lago y el parque nacional.

## Energía geotérmica
Estudios del flujo de calor y la química del agua en el lago del Cráter y de la alteración de rocas de hace más de 120 000 años sugieren que existen áreas hidrotermales en las cercanías del monte Mazama. La mayoría de los manantiales producen erosión del vidrio volcánico y el clinopiroxeno. Estas características probablemente se formaron debido a procesos relacionados con el calor residual de la cámara de magma que produjo la erupción climática del Mazama hace 7700 años. El lago muestra una mezcla convectiva que circula cada tres años a medida que el fluido térmico se mueve hacia el lago a través de su fondo, creando manantiales termales que formaron agujas de sílicio subterráneas con alturas de hasta 10 m. Como resultado, se perforaron dos pozos de exploración geotérmica: el MZI-11A con una profundidad de 1423 m al este del límite del parque nacional a nivel del drenaje del Scott Creek, y el MZII-1 con una profundidad de 867 m al sur del mismo límite y al este de Annie Creek. La temperatura máxima que han observado en el pozo sur es de 40 C, mientras que la temperatura máxima fue de 130 C en el pozo oriental. La descarga de calor convectivo en el lago del Cráter es la tercera más grande en la cordillera de las Cascadas, después de Austin Hot Springs y en el Parque Nacional Volcánico Lassen. Los científicos del Servicio Geológico de los Estados Unidos creen que existen fuentes para la explotación de energía geotérmica en Mazama y Crater Lake.

## Ecología
El Parque Nacional del lago del Cráter y el área que rodea el monte Mazama tienen una elevación de 1200−2721,6 m, proporcionando diversos hábitats para una gran variedad de fauna y flora. En las Cascadas, la topografía y la elevación han influido en los patrones climáticos locales y también han dado forma al clima global cuando al liberarse gases y polvo volcánicos a la atmósfera. La región sur del parque alberga bosques de pino ponderosa y en elevaciones de 1500−2130 m, son comunes los bosques mixtos de coníferas, abetos y cicuta. Las zonas subalpinas se encuentran por encima de 2130 m, a menudo presentando pino de corteza blanca.
Las perturbaciones ecológicas tienden a causar daños decrecientes a medida que aumenta la distancia desde la fuente, pero las erupciones volcánicas pueden conducir a patrones de alteración más uniformes en los paisajes circundantes al volcán. Los alrededores inmediatos de Mazama continúan recuperándose de la erupción catastrófica.

## Historia humana
Los nativos americanos Klamath de la zona de las Cascadas creían que el monte Mazama estaba habitado por Llao, su "Jefe del Mundo Inferior". Después de que la montaña hicera erupción, miembros de la banda Klamath relataron los acontecimientos en forma de historia, contando de una gran batalla entre Llao y su rival Skell, su dios del cielo,o "Jefe del Mundo Arriba".  Una variante común de la leyenda cuenta que Llao vio a una hermosa mujer Klamath, hija de un jefe, y se enojó cuando ella rechazó su oferta de inmortalidad si sería su consorte. Furioso, Llao salió de Mazama y arrojó fuego a la gente debajo de la montaña, y Skell se paró en el monte Shasta, tratando de defender a la gente contra la furia de Llao. Cuando la tierra tembló y la roca volcánica cayó del cielo, dos hombres santos se sacrificaron en el cráter del monte Mazama, y Skell pudo obligar a Llao a regresar al volcán, que luego se derrumbó encima de él. Otros relatos cuentan que Skell rompió el pico que cubría a Llao. Siguieron lluvias torrenciales que comenzaro a llenar el agujero dejado por el colapso de Mazama, parte del proceso para formar el lago del Cráter.
La existencia humana, en particular nativos americanos se ha demostrado en la zona cercana al monte Mazama durante al menos 10 000 años. Incluso, parte de los alrededores estaba ocupada por poblaciones indígenas cuando Mazama reanudó su actividad hace unos 8000 años. La mayor parte de la evidencia sugiere que Mazama sirvió como lugar de campamento, y no como lugar de habitación permanente. Se han descubierto sandalias de artemisa al este de la montaña. Estas poblaciones enfrentaron un clima cada vez más seco y los peligros asociados con la actividad volcánica. En las civilizaciones al sur de Mazama, las historias sobre la erupción del volcán se han transmitido por vía oral durante muchas generaciones. Las poblaciones nativas no informaron a los colonos sobre el área porque tenía una importancia sagrada entre las tribus de Oregón y el norte de California.  Los chamanes no permitían que los nativos americanos locales miraran hacia el lago del Cráter, y el pueblo klamath creía que simplemente mirar a Mazama causaría la muerte. Algunos nativos americanos todavía se niegan a mirar el agua.
Durante el siglo XIX, un líder klamath llamado Lalek predijo en sus creencias místicas que vendrían descubrimientos científicos que describían la destrucción del monte Mazama, afirmando que este se habría derrumbado como resultado de una erupción particularmente violenta. Los geólogos de la época aún no habían descubierto este tipo de mecanismo para la formación de calderas, pero la hipótesis fue registrada por el soldado William M. Colvig en 1865 y luego reimpresa en el informe Indian Legends of the Pacific Northwest por Ella Clark.
Mazama, el último relieve volcánico importante en la cordillera de las Cascadas identificado por colonos blancos, fue visitado por primera vez por personas no indígenas en la primavera de 1853. Varios mineros de Yreka, California, se detuvieron en una tienda mercantil en Jacksonville, Oregón, alardeando de que sabían dónde encontrar una mina de oro llamada "Lost Cabin". Financiado por un exitoso minero de oro llamado John Wesley Hillman, Skeeters dirigió un equipo con otros diez habitantes de Oregón para encontrar la mina. El 12 de junio, llegaron al lago del Cráter, que Skeeters observó que tenía el agua más azul que jamás había visto, y sugirió que lo llamaran "Lago Azul Profundo". El viaje no logró conseguir oro antes de quedarse sin provisiones. Con la ausencia de oro en esa región, su descubrimiento fue rápidamente olvidado.
En 1862, otro grupo distinto de buscadores de Oregón liderados por Chauncey Nye llegó al área del lago del Cráter. Nye escribió un artículo para Oregon Sentinel de Jacksonville en el que escribió que había llamado a la depresión volcánica «lago  Azul» por su color, la primera descripción publicada del lago. Fort Klamath fue establecido en 1863, a 11,3 km al sureste de los límites actuales del área del parque nacional. Como resultado, se construyó un camino para carretas hasta el fuerte desde el valle del río Rogue. El sargento Orsen Stearns descendió a la caldera, seguido poco después por el capitán FB Sprague, quien pensó que deberían llamarlo «lago Majestuoso». El editor del periódico Jim Sutton y un grupo de personas visitaron al lago en agosto de 1869, utilizaron un barco para llegar a la isla Wizard y publicaron un artículo sobre su experiencia en el periódico de Jacksonville. Sutton sugirió el nuevo nombre de «lago  del Cráter».
El monte Mazama recibió su nombre inglés en 1896 de William G. Steel, fundador del club de escalada The Mazamas, que se formó en monte Hood en 1894. La palabra proviene de una palabra nativa americana que significa 'cabra montesa', derivada de un término azteca para referirse a "pequeño ciervo". Steel le dio al geólogo del Servicio Geológico de los Estados Unidos, Joseph S. Diller, la idea del nombre de Mazama para ayudar a promover el estatus de parque nacional de la zona utilizando su organización como inspiración para el nombre de la montaña. Crater Lake se llama Giiwas en el idioma Klamath.  Steel había ayudado a cartografiar el lago del Cráter y sus alrededores en 1886 junto con el Servicio Geológico de Estados Unidos. El movimiento conservacionista en los Estados Unidos estaba ganando terreno para entonces, por lo que los esfuerzos de Steel para preservar el área de Mazama se lograron en dos escalas, primero con la creación de la Reserva Forestal Cordillear de las Cascadas en 1893, y luego el 22 de mayo de 1902, con el reconocimiento. del Parque Nacional del lago del Cráter.
Unas décadas después de su descubrimiento, el monte Mazama empezó a atraer interés geológico. Después de realizar investigaciones en el Mazama durante la década de 1880, Joseph S. Diller publicó un importante informe con el Servicio Geológico de los Estados Unidos en 1902 sobre el Parque Nacional Crater Lake. En el estudio, afirmaron que Mazama se había derrumbado en lugar de volar en pedazos, siendo los primeros geólogos estadounidenses en hacerlo. Su trabajo fue seguido por una investigación dirigida por la Universidad de California, Berkeley, que se publicó en 1942. En el artículo, se trazó un mapa de los depósitos de flujo de lava de dacita y andesita del volcán. Durante la década de 1980, geólogos del Servicio Geológico de los Estados Unidos ampliaron las investigaciones y determinaron detalles más específicos sobre la formación de su caldera.

## Recreación
Ubicado a 90 km al norte de la ciudad de Klamath Falls y 100 km al noreste de Medford, se puede llegar a lago del Crater desde la ruta estadounidense 97 al este, al suroeste por la autopista 62 y al noroeste por la autopista 138. El lago Crater y los restos del monte Mazama se pueden ver desde Rim Drive, un complejo de carreteras de 33 mikm que rodea el crater, que es la única parte dentro del Parque Nacional donde se permiten vehículos a nivel del cráter.Por su parte, el camino Garfield Peak Trail, recorre 1,5 mikm al este del Crater Lake Lodge, y que llega a la cima del pico donde se presentan vistas desde 579,1 m sobre la superficie del lago, con el monte Shasta visible a 125 mikm hacia el sur. Otro sendero recorre 2,5 mikm desde el extremo este de Rim Drive hasta la cima del monte Scott, que ofrece vistas del centro y sur de Oregón, incluyedo las Tres Hermanas 80 mikm al norte de Mazama y del monte Thielsen, también al norte del parque. El sendero Cleetwood recorre 1 mikm por el flanco norte del borde de la caldera, hasta llegar finalmente a Cleetwood Cove, donde se realizan viajes en barco durante la temporada de verano hasta la isla Wizard. Se puede escalar la isla Wizard, que ofrece vistas del lago Crater.
Las instalaciones del parque se encuentran en Rim Village, en el extremo sur de la caldera. Hay instalaciones de alojamiento y camping abiertas durante la temporada de verano, entre mayo y octubre. No permanecen abiertos albergues, gasolineras ni zonas de acampada desde octubre hasta finales de mayo. Las actividades populares dentro del Parque Nacional Crater Lake son el  ciclismo, la pesca, el esquí de fondo, un maratón alrededor del cráter y los paseos con raquetas de nieve.